# Violeta Rivas
Ana María Francisca Adinolfi, conocida por su nombre artístico Violeta Rivas (Chivilcoy; 4 de octubre de 1937 - Buenos Aires; 23 de junio de 2018), fue una cantante y actriz argentina, reconocida por participar en el programa musical El Club del Clan, junto a otros artistas como Palito Ortega, Raúl Lavié, Johnny Tedesco,  Lalo Fransen  y Chico Novarro.

## Biografía

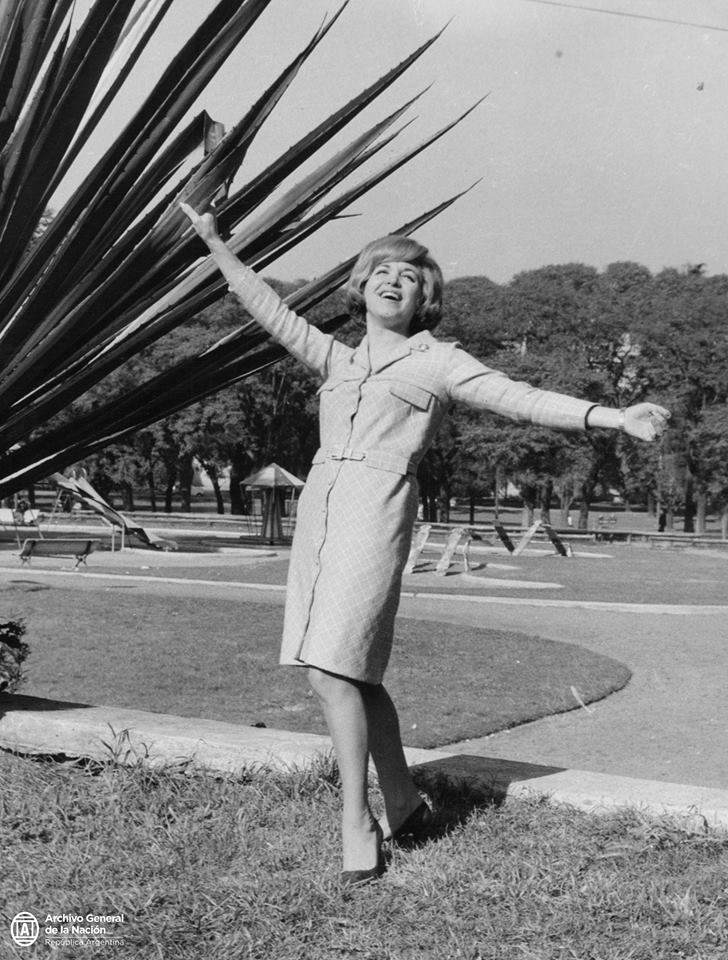
Violeta Rivas en 1967.

Nació el 4 de octubre de 1937. Al cumplir 5 años, participó en un concurso en Chivilcoy cantando canciones como «Clavelito chino» y «Los gitanos».
Un año después, fue escogida de toda la escuela para que cantara en el coro de la Caja de Ahorro Postal. Al terminar la primaria empieza sus estudios de música con canto lírico.
En 1960, es contratada por cuatro meses para musicales en Buenos Aires. Al ser contratada por el director Ricardo Mejía, se le bautiza con el nombre artístico de Violeta Rivas. Ese mismo año grabó con Bobby Capó «Llorando me dormí», uno de los éxitos radiales de 1960. Poco tiempo después grabaría su primer gran éxito como solista, «Burbuja azul». En 1962, debuta en televisión en el Canal 7 y luego participa en el programa El hit de sus favoritos y también en El Club del Clan.
En Lima, Perú, recibe el premio como mejor cantante extranjera. En 1964, Violeta Rivas afirma su noviazgo con José Cotelo conocido popularmente por su nombre artístico Néstor Fabián, contrajeron matrimonio en 1967 y tuvieron una hija llamada Analía Verónica Cotelo.
En diciembre de ese mismo año comienza la película Fiebre de primavera. Ese mismo año presenta en Uruguay, el que sería su mayor éxito «¡Que suerte!», junto a Chico Novarro y Palito Ortega.
Después de los años 1960, siguió grabando otras películas y siguió con canciones como «Colorado», «El baile del ladrillo», «El cardenal», entre muchos otros.

## Fallecimiento
Violeta Rivas murió el 23 de junio de 2018, en el Sanatorio Güemes, a causa de una insuficiencia renal.
Fue cremada en el Cementerio de la Chacarita. Por su expresa voluntad sus cenizas descansan en Chivilcoy, su ciudad natal.

## Discografía
- 1963: Violeta Rivas - RCA VICTOR ARGENTINA
- 1964: Que Suerte - RCA VICTOR ARGENTINA
- 1964: Serie Consagración - RCA ARGENTINA
- 1964: Serie Consagración - RCA URUGUAY
- 1965: Violeta Rivas con amor - RCA VICTOR ARGENTINA
- 1965: Fiebre de primavera - RCA ARGENTINA
- 1965: Fiebre de primavera - RCA VENEZUELA
- 1965: Nacidos para cantar - Junto a Juan Ramón - RCA VICTOR
- 1865: Violeta Rivas - RCA VICTOR ARGENTINA
- 1965: Violeta Rivas - RCA PERU
- 1966: Lo mejor de Violeta Rivas - RCA ECUADOR
- 1966: Violeta Rivas interpreta canciones del Festival de San Remo 1966 - RCA VICTOR ARGENTINA
- 1967: Lo mejor de Violeta Rivas - RCA VICTOR ARGENTINA
- 1967: Violeta Rivas - RCA VICTOR ARGENTINA
- 1968: El picaflor y la rosa - RCA VICTOR ARGENTINA
- 1969: Lo mejor de Violeta Rivas - RCA VICTOR ARGENTINA
- 1969: Violeta Rivas - RCA PERU
- 1969: Voy cantando con Violeta Rivas - RCA VICTOR PUERTO RICO
- 1970: Hay Música - RCA VICTOR ARGENTINA
- 1973: El ángel del amor - MICROFON-IFESA ECUADOR
- 1976: Violeta Rivas - CABAL ARGENTINA
- 1976: Soy tu eterna enamorada - ALFA-MICROFON ECUADOR
- 1978: Una Violeta en Brodway - CARISMA RECORD ESTADOS UNIDOS
- 1978: Una Violeta en Brodway - LLUVIA DE ESTRELLAS ECUADOR
- 1979: Es mi Hombre - ALHAMBRA ESTADOS UNIDOS
- 1980: Súper Hits - DISCOLOR ESTADOS UNIDOS
- 1981: Grandes Éxitos de Violeta Rivas - RCA ARGENTINA
- 1992: Cronología - BMG ARGENTINA
- 1994: Violeta Rivas en vivo - REALIZADO POR FANS
- 1997: Serie 20 Éxitos - BMG ARGENTINA
- 1997: Inéditos, rarezas y otras perlas - BMG ARGENTINA
- 1998: Violeta Rivas en Vivo 2 - REALIZADO POR FANS
- 1998: Serie El Club del Clan - BMG ARGENTINA
- 2000: Salsa Ultra Violeta - ARGENTINA
- 2004: 20 Secretos de amor - BMG ARGENTINA

## Cine
- 1964: Buenas noches, Buenos Aires
- 1964: El Club del Clan
- 1965: Fiebre de primavera
- 1965: Nacidos para cantar
- 1967: Mi secretaria está loca... loca... loca ...Malena Elías
- 1969: ¡Viva la vida!

## Teatro
- 1969:  "La Novicia Rebelde" junto a José Cibrián y gran elenco y temporada de verano en Mar del Plata.
- 1989: Calle 42, junto a Rodolfo Valss, Marzenka Novak, Adriana Aizemberg, Domingo Basile, Ruben Ash, Daniela Fernández, Estela Molly, entre otros.
- 1991;  "Gloria" junto a Camila Perisse, Chela Ruiz, Ruben Stella y Alfredo Zemma.
- 2005: El humor no tiene trabas, junto a Néstor Fabián, Marixa Balli, Natalia Fava, Carlos García, Néstor Robles, Marcelo y Cirilo, Elena Paker, Martín Doval, Adabel Guerrero y Martín Pico.